# Peregu Mic, Arad
Peregu Mic este un sat în comuna Peregu Mare din județul Arad, Crișana, România.